# 1952
1952 (MCMLII) je bilo prestopno leto, ki se je po gregorijanskem koledarju začelo na torek.

## Dogodki
- 20. januar - na Železniški postaji Novo mesto zažgejo ljubljanskega pomožnega škofa Antona Vovka
- 6. februar - Elizabeta II. postane britanska kraljica po smrti svojega očeta Jurija VI.
- 14. – 25. februar - v Oslu (Norveška) potekajo 6. zimske olimpijske igre
- 26. februar - Winston Churchill oznani, da Združeno kraljestvo poseduje atomsko bombo
- 27. marec - neuspel poskus atentata na zahodnonemškega kanclerja Konrada Adenauerja
- 9. april - v revoluciji v Boliviji je strmoglavljena vlada generala Huga Balliviána
- 15. april - krstni polet ameriškega strateškega bombnika B-52 Stratofortress
- 1. junij - za promet je odprt plovni kanal med Volgo in Donom
- 19. junij - ustanovljene so Specialne sile Kopenske vojske ZDA
- 19. julij – 3. avgust - v Helsinkih (Finska) potekajo 15. poletne olimpijske igre
- 23. julij - v državnem udaru pod vodstvom Mohameda Nagiba je strmoglavljen egiptovski kralj Faruk
- 25. julij - Portoriko pridobi samoupravo znotraj Združenih držav Amerike
- 5. avgust - s podpisom mirovne pogodbe v Tajpeju se uradno konča druga kitajsko-japonska vojna
- 2. september - v učni bolnišnici Univerze Minnesote izvedejo prvo operacijo na odprtem srcu
- 5. – 9. december - »veliki smog« zajame London in širšo spodnjo dolino Temze

## Rojstva
- 1. februar - Geza Erniša, prvi škof slovenske evangeličanske cerkve († 2022)
- 11. marec - Douglas Adams, britanski pisatelj († 2001)
- 9. april - Vlado Novak, slovenski igralec
- 1. maj - Andrej Šifrer, slovenski glasbenik
- 4. maj - Jacob »Killer« Miller, jamajški pevec reggaeja, glasbenik († 1980)
- 14. maj - 
  - David Byrne, škotski pevec, glasbenik
  - Robert Zemeckis, ameriški filmski režiser, pisatelj
- 19. maj - Grace Jones, jamajška pevka, manekenka, filmska igralka
- 10. junij - Ivan Jurkovič, slovenski rimokatoliški nadškof, diplomat in apostolski nuncij
- 29. junij - Don Carlos, jamajški pevec reggaeja, glasbenik
- 12. julij - Ivo Milovanović, slovenski športni novinar in reporter
- 17. julij - David Hasselhoff, ameriški igralec in pevec
- 1. avgust - Zoran Đinđić, srbski politik († 2003)
- 17. avgust - Janez Zmazek - Žan, slovenski kitarist in pevec († 2020)
- 25. september - Christopher Reeve, ameriški filmski igralec († 2004)
- 7. oktober - Vladimir Putin, ruski predsednik
- 29. oktober - Valerij Ivanovič Tokarev, ruski častnik vojaški pilot, kozmonavt
- 1. november - Bora Đorđević, srbski pevec in besedilopisec († 2024)
- 5. november - William Theodore Walton, ameriški košarkar († 2024)

## Smrti
- 8. januar - Antonia Maury, ameriška astronomka (* 1866)
- 6. februar - Jurij VI. Britanski, kralj Združenega kraljestva (* 1895)
- 7. marec - Paramahansa Jogananda, indijski guru in popularizator meditacijskih tehnik joge (* 1893)
- 6. maj - Maria Montessori, italijanska fizioterapevtka, pedagoginja (* 1870)
- 21. maj - John Garfield, ameriški filmski igralec (* 1913)
- 1. junij - John Dewey, ameriški filozof, psiholog in pedagog (* 1859)
- 15. junij - Vladimir Aleksandrovič Albicki, ruski astronom (* 1891)
- 26. julij - Evita Peron, argentinska političarka (* 1919)
- 26. september - George Santayana, ameriški filozof (* 1863)
- 20. november - Benedetto Croce, italijanski filozof, zgodovinar, politik (* 1866)
- 4. december - Karen Horney, nemška psihoanalitičarka in psihiatrinja (* 1885)
- 7. december - Forest Ray Moulton, ameriški astronom (* 1872)
- - Surendranath Dasgupta, indijski sodobni filozof (* 1887)

## Nobelove nagrade
- Fizika -  Felix Bloch in Edward Mills Purcell
- Kemija - Archer John Porter Martin, Richard Laurence Millington Synge
- Fiziologija ali medicina - Selman Abraham Waksman
- Književnost - François Mauriac
- Mir - Albert Schweitzer